# Lijst van gemeentelijke monumenten in Eemsdelta
De gemeente Eemsdelta heeft 16 gemeentelijke monumenten. Hieronder een overzicht. 

## Appingedam
De plaats Appingedam kent 14 gemeentelijke monumenten:
| Object                                                                                 | Bouwjaar  | Architect  | Locatie                        | Coördinaten                   | Nr.        | Afbeelding                                                                             |
| -------------------------------------------------------------------------------------- | --------- | ---------- | ------------------------------ | ----------------------------- | ---------- | -------------------------------------------------------------------------------------- |
| Woning                                                                                 |           |            | Solwerderstraat 15             | 53° 19' 16" NB, 6° 51' 26" OL | 0003/WN001 | Woning                                                                                 |
| Winkel/woonhuis met neoclassicistische pui                                             |           |            | Solwerderstraat 37-37a         | 53° 19' 17" NB, 6° 51' 31" OL | 0003/WN002 | Winkel/woonhuis met neoclassicistische pui                                             |
| Woning                                                                                 |           |            | Solwerderstraat 49             | 53° 19' 17" NB, 6° 51' 33" OL | 0003/WN003 | Woning                                                                                 |
| Café                                                                                   |           |            | Gouden Pand 14                 | 53° 19' 18" NB, 6° 51' 23" OL | 0003/WN006 | Café                                                                                   |
| Woning                                                                                 |           |            | Gouden Pand 20                 | 53° 19' 19" NB, 6° 51' 23" OL | 0003/WN007 | Meer afbeeldingen                                                                      |
| Voormalig hotel Panman                                                                 | ca. 1860  |            | Cornelis Albertstraat 2-2a     | 53° 19' 18" NB, 6° 51' 17" OL | 0003/WN008 | Voormalig hotel Panman                                                                 |
| Huis Blankenstein                                                                      | 18e-eeuws |            | Blankenstein 2-4, Dijkstraat 1 | 53° 19' 15" NB, 6° 51' 22" OL | 0003/WN009 | Huis Blankenstein                                                                      |
| Woning, gebouwd in 1880                                                                |           |            | Woldweg 7                      | 53° 19' 11" NB, 6° 51' 45" OL | 0003/WN010 | Woning, gebouwd in 1880                                                                |
| Woning                                                                                 |           |            | Woldweg 9-11                   | 53° 19' 10" NB, 6° 51' 43" OL | 0003/WN011 | Woning                                                                                 |
| Woning met trapgevel uit 1751                                                          |           |            | Fivelkade 10                   | 53° 19' 18" NB, 6° 51' 5" OL  | 0003/WN012 | Woning met trapgevel uit 1751                                                          |
| Villa met een driezijdig gesloten uitbouw en een open veranda met gietijzeren zuiltjes | 1886      |            | Stationsweg 1                  | 53° 19' 25" NB, 6° 51' 32" OL | 0003/WN013 | Villa met een driezijdig gesloten uitbouw en een open veranda met gietijzeren zuiltjes |
| Villa Buitenlust, villa met neorenaissance-vormen                                      | 1892      | J.P. Hazeu | Stationsweg 21 t/m 35 (oneven) | 53° 19' 26" NB, 6° 51' 34" OL | 0003/WN014 | Villa Buitenlust, villa met neorenaissance-vormen                                      |

## Jukwerd
De plaats Jukwerd kent 2 gemeentelijke monumenten:
| Object | Bouwjaar | Architect | Locatie         | Coördinaten                  | Nr.        | Afbeelding                                                                                                |
| --- | -------- | --------- | --------------- | ---------------------------- | ---------- | --- |
| Woning |          |           | Jukwerderweg 49 | 53° 20' 5" NB, 6° 50' 47" OL | 0003/WN015 | Woning |
| Hervormde Kerk, gedeeltelijk gepleisterde zaalkerk met opengewerkte dakruiter. Nu in gebruik als woonhuis | 1865     |           | Jukwerderweg 51 | 53° 20' 7" NB, 6° 50' 47" OL | 0003/WN016 | Hervormde Kerk, gedeeltelijk gepleisterde zaalkerk met opengewerkte dakruiter. Nu in gebruik als woonhuis |

Eemsdelta ·
Groningen (binnenstad) ·
Groningen (buiten binnenstad) ·
Het Hogeland ·
Midden-Groningen ·
Oldambt ·
Pekela ·
Stadskanaal ·
Veendam ·
Westerkwartier